# Cohons
Cohons (prononcé [ˈkɔ̃(ː)s]) est une commune française située dans le département de la Haute-Marne, en région Grand Est.

## Géographie
Cohons se trouve à la pointe sud du plateau de Langres, au sud-ouest de la source de la Marne, en fond de vallée orientée NE/SO. La commune est traversée par la D 141.

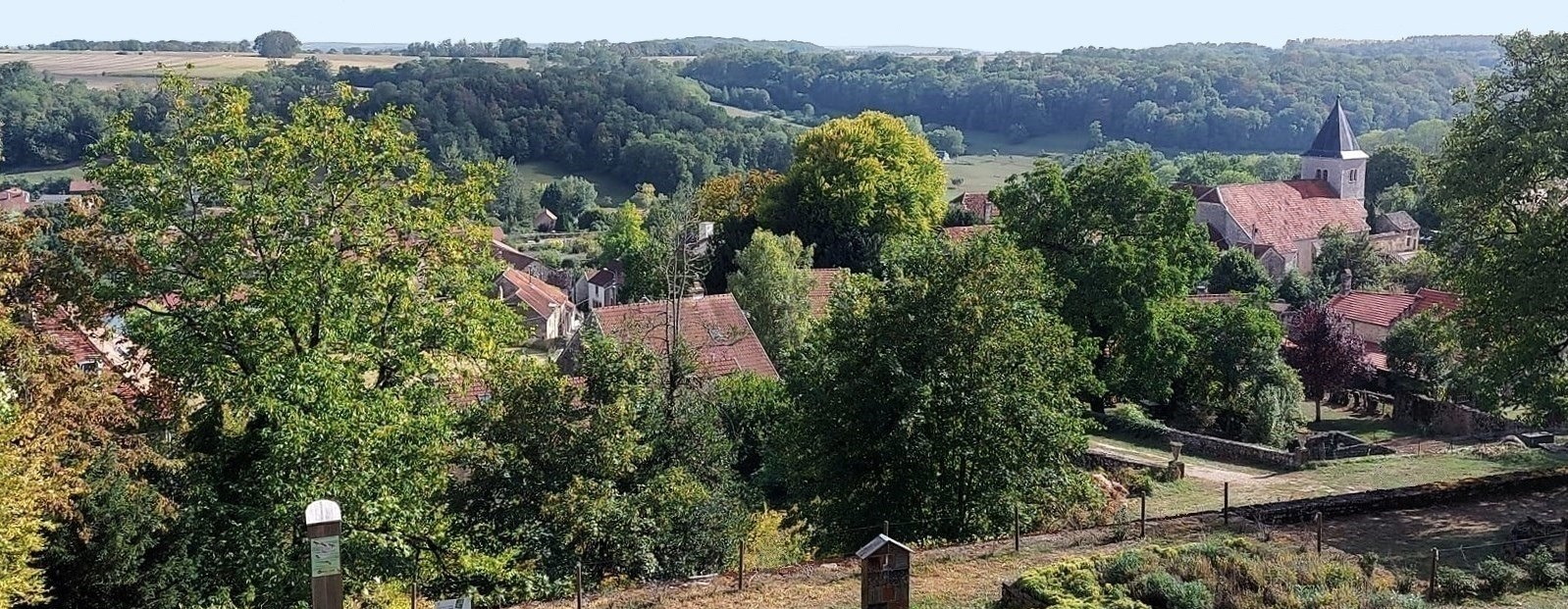
Vue générale

| Saints-Geosmes |        | Balesmes-sur-Marne |
| Bourg          | Cohons | Noidant-Chatenoy   |
| Longeau-Percey |        | Heuilley-Cotton    |

### Hydrographie
La commune est traversée par la ligne de partage des eaux entre les régions hydrographiques « la Seine de sa source au confluent de l'Oise (exclu) » et le bassin versant de la Saône au sein respectivement du bassin Seine-Normandie et du bassin Rhône-Méditerranée-Corse. Elle est drainée par le ruisseau de Brand,.

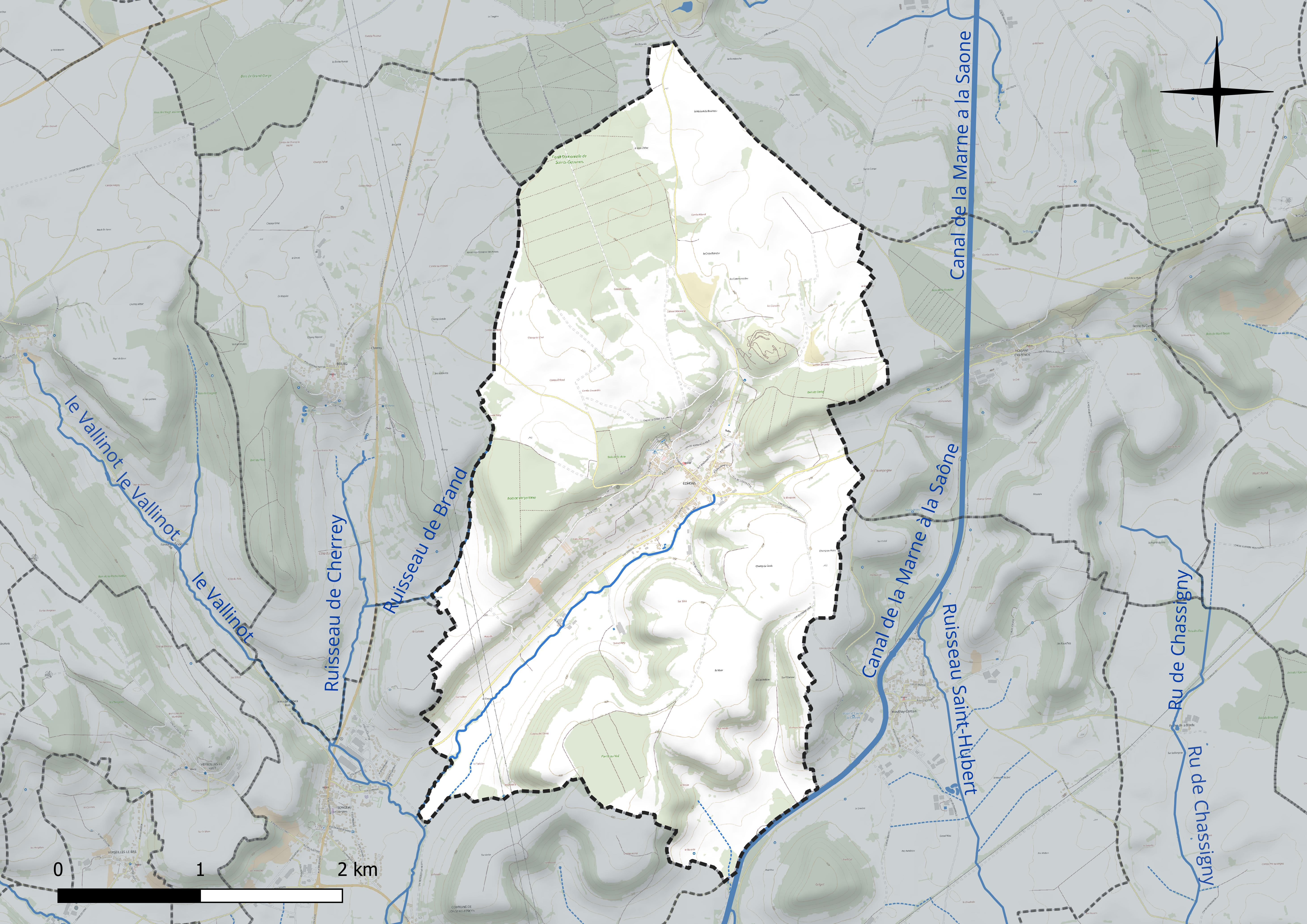
Réseau hydrographique de Cohons.

### Climat
Pour des articles plus généraux, voir Climat du Grand Est et Climat de la Haute-Marne.
En 2010, le climat de la commune est de type climat des marges montargnardes, selon une étude du Centre national de la recherche scientifique s'appuyant sur une série de données couvrant la période 1971-2000. En 2020, Météo-France publie une typologie des climats de la France métropolitaine dans laquelle la commune est exposée à un climat océanique altéré et est dans la région climatique  Lorraine, plateau de Langres, Morvan, caractérisée par un hiver rude (1,5 °C), des vents modérés et des brouillards fréquents en automne et hiver. 
Pour la période 1971-2000, la température annuelle moyenne est de 9,6 °C, avec une amplitude thermique annuelle de 16,7 °C. Le cumul annuel moyen de précipitations est de 977 mm, avec 12,9 jours de précipitations en janvier et 8,6 jours en juillet. Pour la période 1991-2020, la température moyenne annuelle observée sur la station météorologique de Météo-France la plus proche, « Langres », sur la commune de Langres à 7 km à vol d'oiseau, est de 10,2 °C et le cumul annuel moyen de précipitations est de 896,1 mm. 
La température maximale relevée sur cette station est de 38,8 °C, atteinte le 25 juillet 2019 ; la température minimale est de −21,2 °C, atteinte le 2 février 1956,,. 
Les paramètres climatiques de la commune ont été estimés pour le milieu du siècle (2041-2070) selon différents scénarios d'émission de gaz à effet de serre à partir des nouvelles projections climatiques de référence DRIAS-2020. Ils sont consultables sur un site dédié publié par Météo-France en novembre 2022.

## Urbanisme

### Typologie
Au 1er janvier 2024, Cohons est catégorisée commune rurale à habitat dispersé, selon la nouvelle grille communale de densité à sept niveaux définie par l'Insee en 2022.
Elle est située hors unité urbaine. Par ailleurs la commune fait partie de l'aire d'attraction de Langres, dont elle est une commune de la couronne,. Cette aire, qui regroupe 77 communes, est catégorisée dans les aires de moins de 50 000 habitants,.

### Occupation des sols
L'occupation des sols de la commune, telle qu'elle ressort de la base de données européenne d’occupation biophysique des sols Corine Land Cover (CLC), est marquée par l'importance des territoires agricoles (70,3 % en 2018), une proportion identique à celle de 1990 (70,3 %). La répartition détaillée en 2018 est la suivante : 
prairies (32,2 %), forêts (27,5 %), terres arables (23 %), zones agricoles hétérogènes (15,1 %), zones urbanisées (2,2 %). L'évolution de l’occupation des sols de la commune et de ses infrastructures peut être observée sur les différentes représentations cartographiques du territoire : la carte de Cassini (XVIIIe siècle), la carte d'état-major (1820-1866) et les cartes ou photos aériennes de l'IGN pour la période actuelle (1950 à aujourd'hui).

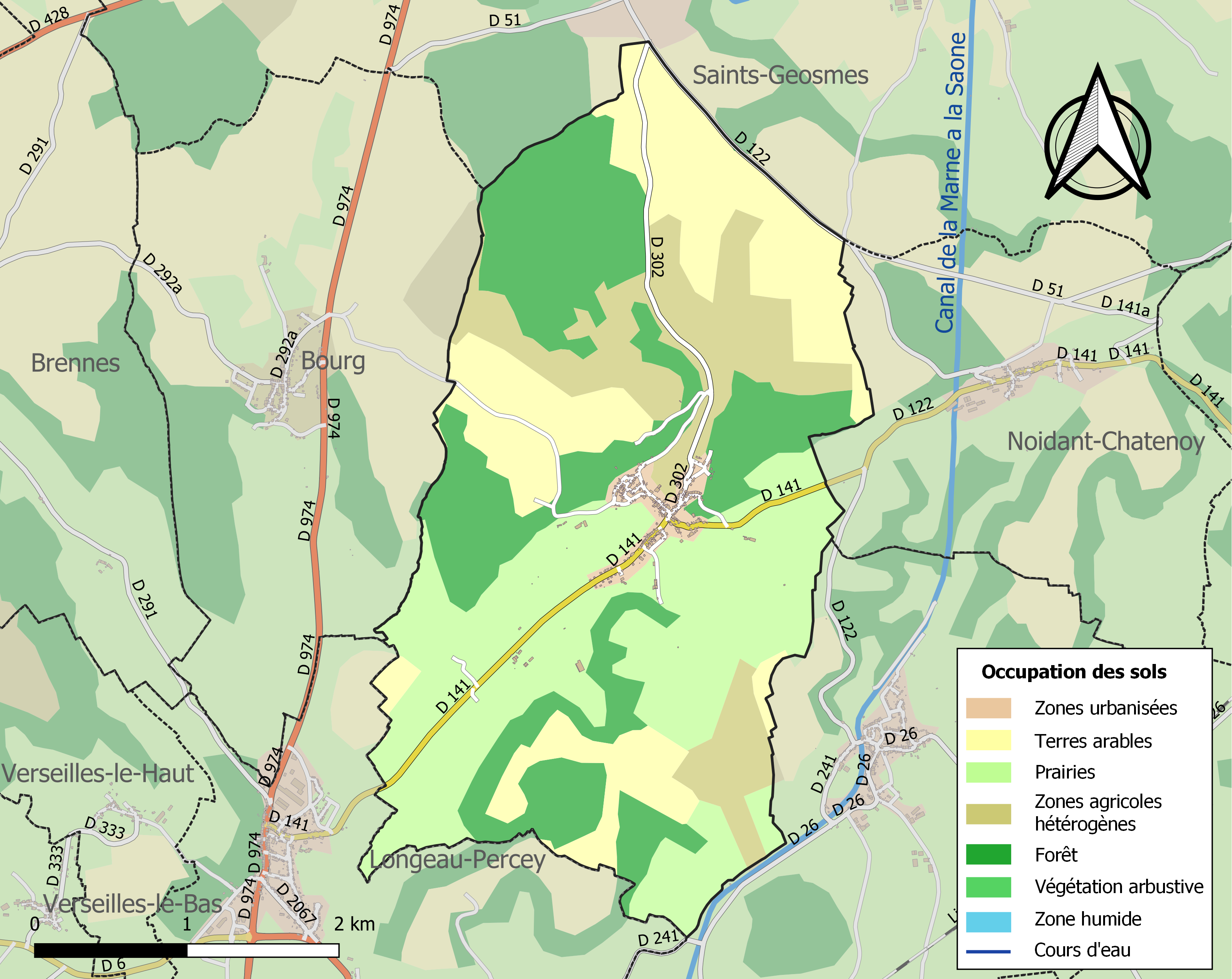
Carte des infrastructures et de l'occupation des sols de la commune en 2018 (CLC).

## Toponymie
Le nom de la localité est attesté sous les formes Sancta Maria Coconis Ville (?) (950-952) ; Cons (vers 1172) ; Ecclesia de Coyum (1169) ; Coto (1198) ; Coom (1204-1210 environ) ; Coun (1214) ; Coonz (1214) ; Coon (1215) ; Conz (1224) ; Cohum (1236) ; Choons (1239) ; Cohuns (1243) ; Cotho (1256) ; Cohons (1258) ; Couhons, Cohon (1336).

## Histoire
Dès le Paléolithique, le plateau de la Vergentière a été occupé comme le montre le mégalithe. Il reste en particulier le mur surélevé au Bronze final qui délimite l'habitat. Le site semble juste fréquenté lors de l'âge du fer avant de connaître une nouvelle habitation lors de l'époque gallo-romaine et du haut Moyen Âge. Des sépultures mérovingiennes ont été mises au jour dans le village en 1977.

## Politique et administration
| Période                                  | Période  | Identité        | Étiquette | Qualité |
| ---------------------------------------- | -------- | --------------- | --------- | ------- |
| avant 1988                               | ?        | Antoine Garbati |           |         |
| mars 2001                                | En cours | Sylvie Baudot   |           |         |
| Les données manquantes sont à compléter. |          |                 |           |         |

## Population et société

### Démographie

#### Évolution démographique
L'évolution du nombre d'habitants est connue à travers les recensements de la population effectués dans la commune depuis 1793. Pour les communes de moins de 10 000 habitants, une enquête de recensement portant sur toute la population est réalisée tous les cinq ans, les populations de référence des années intermédiaires étant quant à elles estimées par interpolation ou extrapolation. Pour la commune, le premier recensement exhaustif entrant dans le cadre du nouveau dispositif a été réalisé en 2005.

En 2022, la commune comptait 208 habitants, en évolution de −12,61 % par rapport à 2016 (Haute-Marne : −4,62 %, France hors Mayotte : +2,11 %).
| 1793 | 1800 | 1806 | 1821 | 1831 | 1836 | 1841 | 1846 | 1851 |
| ---- | ---- | ---- | ---- | ---- | ---- | ---- | ---- | ---- |
| 593  | 613  | 637  | 619  | 624  | 626  | 624  | 617  | 617  |

| 1856 | 1861 | 1866 | 1872 | 1876 | 1881 | 1886 | 1891 | 1896 |
| ---- | ---- | ---- | ---- | ---- | ---- | ---- | ---- | ---- |
| 557  | 593  | 590  | 554  | 519  | 521  | 511  | 480  | 439  |

| 1901 | 1906 | 1911 | 1921 | 1926 | 1931 | 1936 | 1946 | 1954 |
| ---- | ---- | ---- | ---- | ---- | ---- | ---- | ---- | ---- |
| 436  | 388  | 363  | 333  | 289  | 264  | 262  | 262  | 261  |

| 1962 | 1968 | 1975 | 1982 | 1990 | 1999 | 2005 | 2006 | 2010 |
| ---- | ---- | ---- | ---- | ---- | ---- | ---- | ---- | ---- |
| 233  | 254  | 259  | 253  | 233  | 247  | 261  | 258  | 265  |

| 2015 | 2020 | 2022 | - | - | - | - | - | - |
| ---- | ---- | ---- | - | - | - | - | - | - |
| 242  | 218  | 208  | - | - | - | - | - | - |

## Lieux et monuments
- Vestiges préhistoriques du Bois de Vergentière : nécropole et habitat datés du Néolithique moyen, site inscrit au titre des monuments historiques en 1990[21] ;
- L'escargot de Cohons[22] ;
- Le jardin de Silière[23] ;
- Le jardin de Vergentière, projet en cours de réalisation ;
- La villa de la Renaudie, place du monument.
- La fontaine Sainte-Marie
- L'église Notre-Dame-de-la-Nativité .

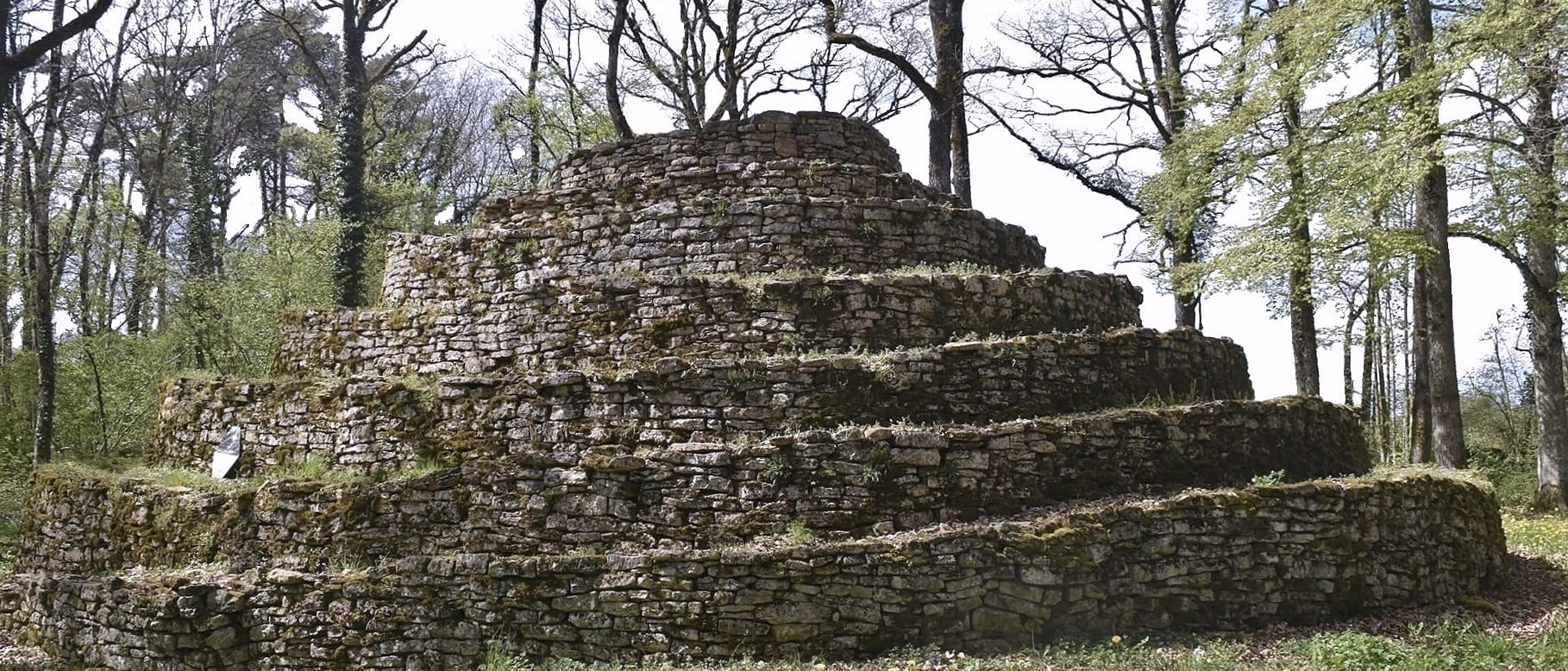
Le  "grand escargot" de Cohons
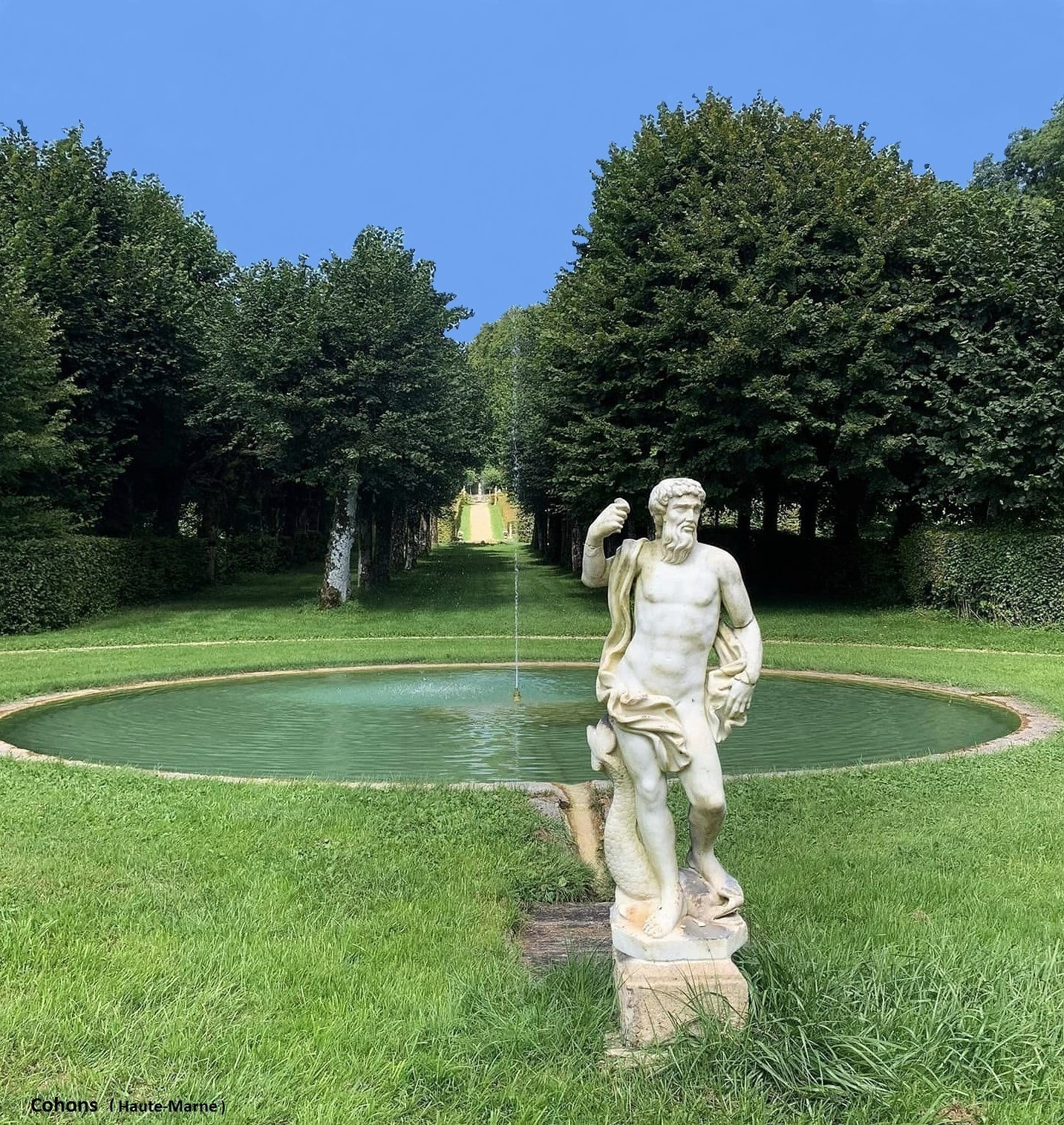
Le jardin de Silière
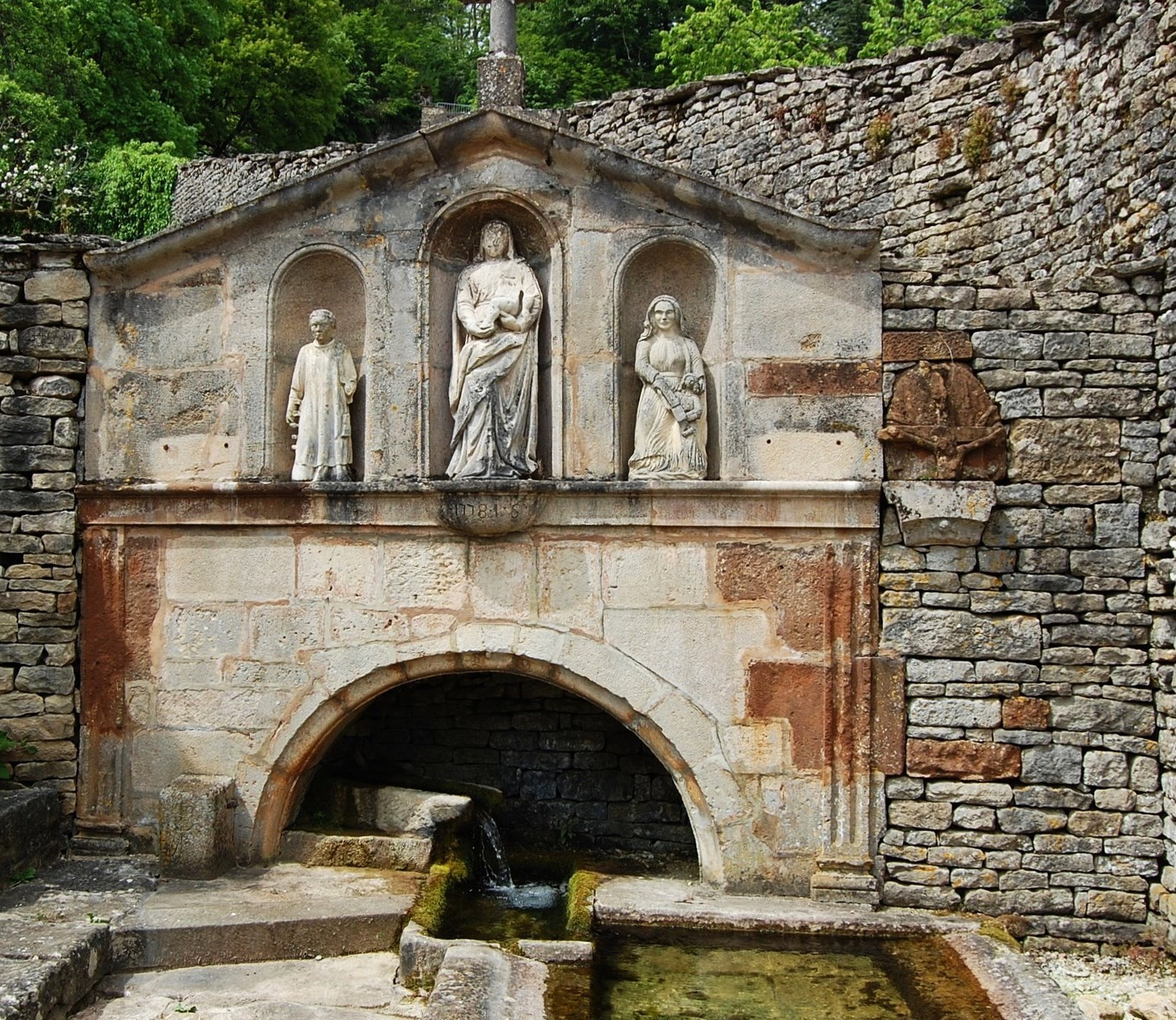
La Fontaine Sainte-Marie
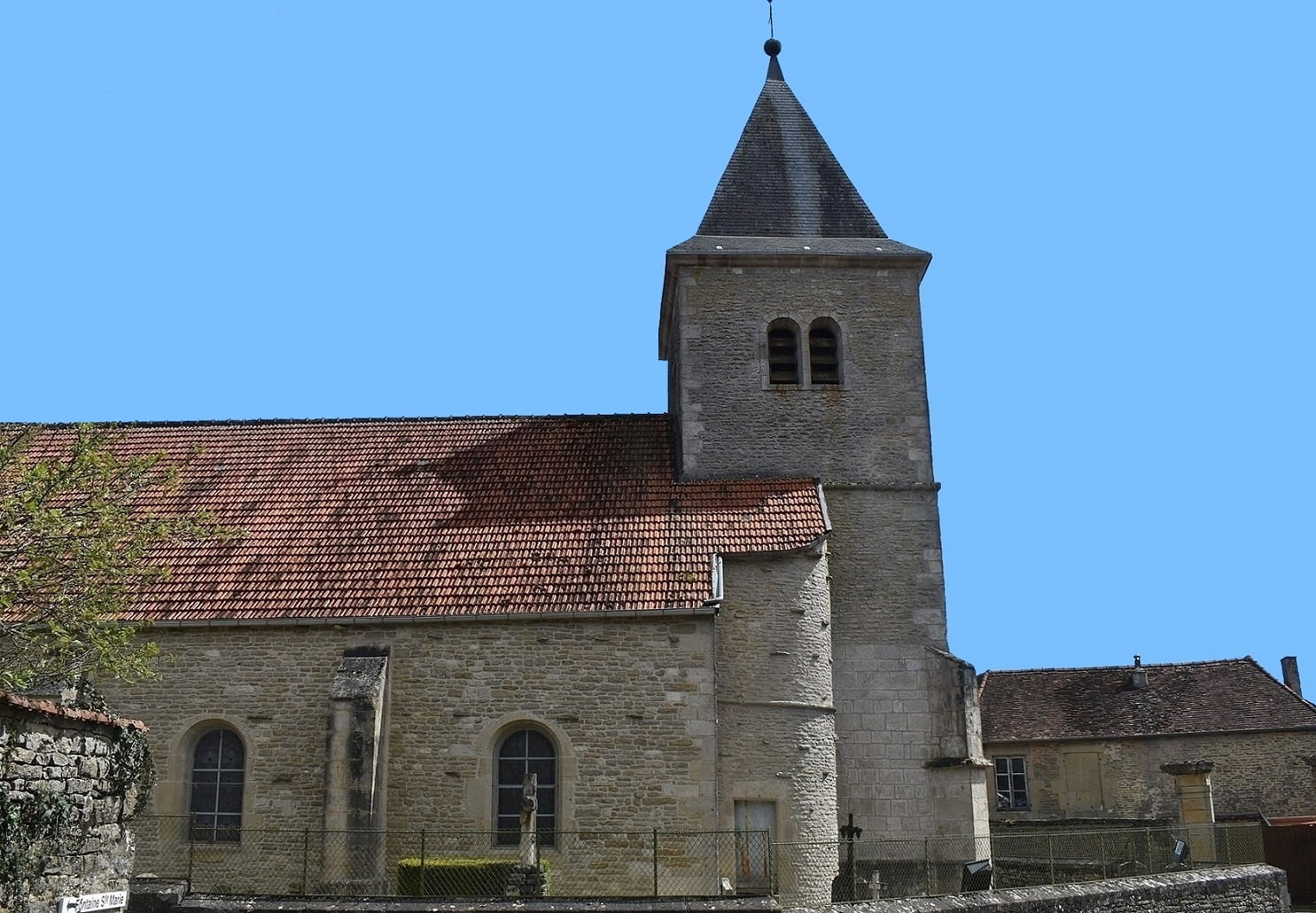
L'église Notre-Dame-de-la-Nativité
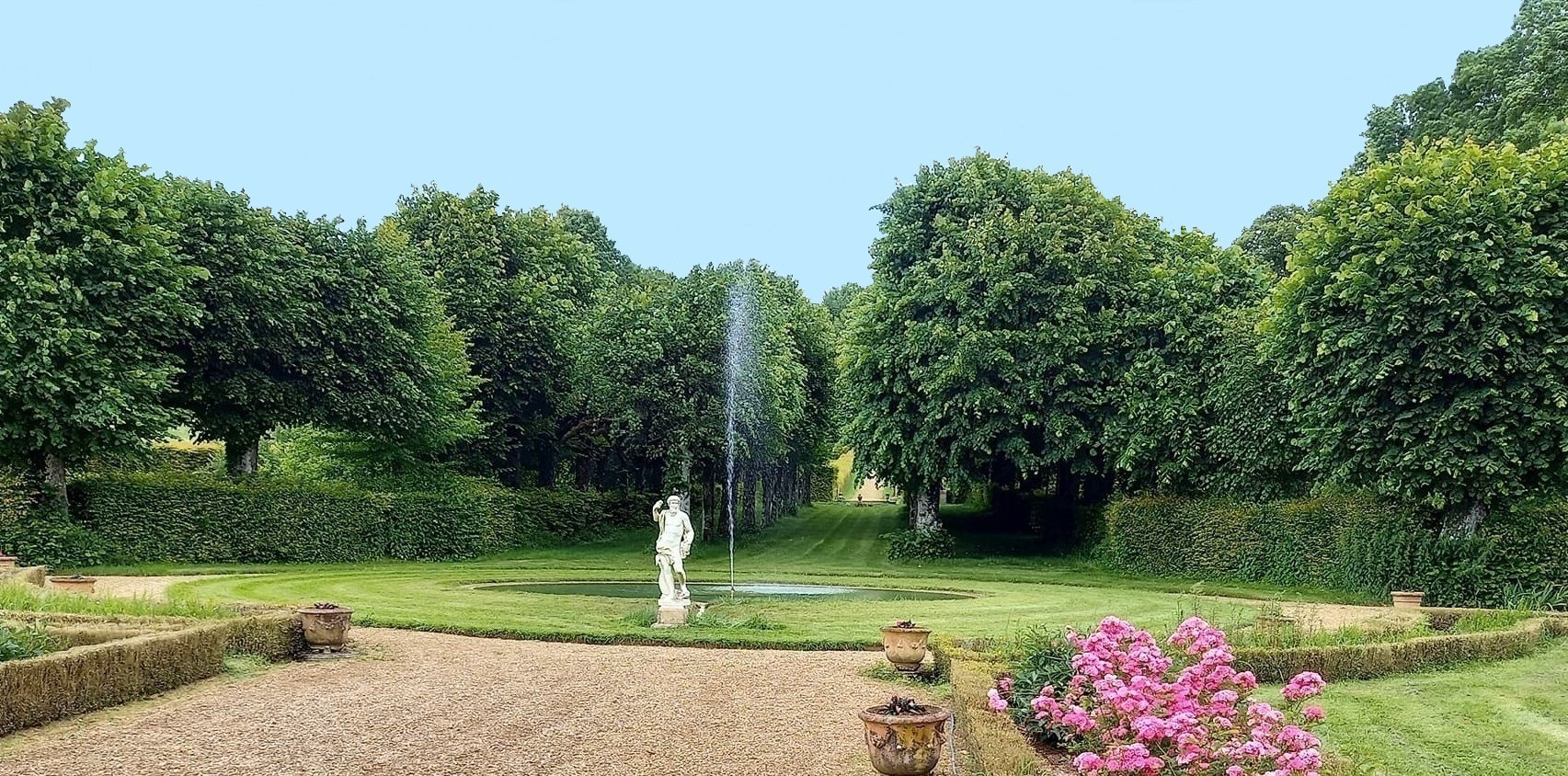
Le parc du château de silière